# 藤田晴央
藤田 晴央（ふじた はるお、1951年- ）は、日本の詩人、エッセイスト、評論家、児童文学研究者、(元)放送ディレクター。青森県弘前市出身・在住。日本大学ドイツ文学科卒業。
日本現代詩人会会員、青森県詩人連盟会長、弘前市立郷土文学館運営委員会委員長。

## 受賞歴

### 詩作
- 1987年 - 「年刊現代詩集」奨励賞
- 1998年 - 「ふるさとの詩全国コンクール」優秀賞
- 2007年 - 詩集『ひとつのりんご』で青森県詩人連盟賞
- 2014年 - 詩集『夕顔』で第9回三好達治賞
- 2018年 - 秋田雨雀賞

### 企画・演出
RAB青森放送のディレクターとして、
白神山地、三内丸山縄文遺跡、教育問題にまつわるテレビドキュメンタリーを多く企画・演出（2016年退職）。

#### 〈主な演出作品の受賞作/青森放送の制作著作のテレビ・ラジオ番組〉
- 放送文化基金賞 -「白神、森のいぶき」1994
- 民間放送教育協会・民教協スペシャル最優秀企画 -「最後の風景～青函連絡船」1987
- 民間放送教育協会会長賞 -「親の目子の目」番組選奨「歌先生と子供たち」1990
- 民間放送教育協会奨励賞 -「親の目子の目」番組選奨「父、母、そして息子」1991
- 日本民間放送連盟賞・優秀賞 - ラジオ生ワイド「月曜バザール」2003
- 日本民間放送連盟賞・優秀賞 - ラジオドキュメンタリー「オホーツクからの伝言～津軽藩警備隊の記録）」2004

#### 〈主なテレビCMの企画・演出作品の受賞作〉
- 日本民間放送連盟賞・優秀賞 - テレビキャンペーンスポット「ブナの森よ、永遠に」1992
- 日本民間放送連盟賞・最優秀賞、ACC賞 - テレビCM「弘南バス・あなたの町のママさん運転手」
- ACC賞、広告電通賞 -  テレビCM「青森県りんご対策協議会・林檎詩集」1993
- 日本民間放送連盟賞・最優秀賞、ACC賞 - テレビCM「弘南バス・おらほの村の弘南バス」1994
- 日本民間放送連盟賞・優秀賞 - テレビCM「サンワドー・ママさんダンプの朝」1994
- 日本民間放送連盟賞・優秀賞 - テレビキャンペーンスポット「広げよう、ブナの森」1995
- 日本民間放送連盟賞・優秀賞 - テレビCM「鎌田屋・津軽漬け・津軽三味線の皮張り師」」1998
- 日本民間放送連盟賞・優秀賞 - テレビキャンペーンスポット「モノを大切に、心を大切に」2002

## 著書

### 詩集
- 現代詩文庫『藤田晴央詩集』（思潮社、2024年）
- 『空の泉』（思潮社、2020年）
- 『夕顔』（思潮社、2013年）
- 『ひとつのりんご』（鳥影社、2006年）
- 『森の星』（思潮社、1998年）
- 『この地上で』（土曜美術社、1990年）
- 『西津軽へ』（書肆山田、1987年）
- 『緑が雲を思う』（紫陽社、1982年）
- 『毛男』（麥書房、1979年）

### 評論集
- 『詩人たちの森』（北方新社、2012年）

### エッセイ集
- 『ぼくらは笑ってグラスを合わせる』（北の街社、1990年）

### 作詞集
- RABラジオ 『今月の詩』（青森放送、1989年）

## その他の活動

### 執筆
- 新聞『東奥日報』『東京新聞』『山梨日日新聞』『河北新報』などに詩やエッセイを執筆、文芸欄の選者を担当
- 『陸奥新報』に2025年4月から随想「なつかしい場所」を連載中

- 文芸誌『抒情文芸』、詩誌『現代詩手帖』『歴程』『みらいらん』『亜土』『孔雀船』などに詩や評論を発表
- 東北女子大学（2021年度から柴田学園大学と改称）『紀要』に「新美南吉論」「宮沢賢治論」「秋田雨雀論」「安房直子論」「ケストナー論」「ハイジ論」を発表

- 日本現代詩歌文学館「インテリアと詩歌」展（2024年6月13日～2025年3月9日）に手描き作品「ストーブ」を出品

### 朗読
- 「山と森のポエジー」（2020年、弘前市立郷土文学館、渋谷聡との共演）
- 「詩の森ぽえむコンサート」（2016年、王余魚沢倶楽部の森、谷川賢作との共演）
- 「歌とぽえむリーディングコンサート」（1995年-2017年、櫻庭利弘美術館、渋谷聡との共演）
- 「ふるさとと私の詩」（2018年、弘前市立郷土文学館、渋谷聡との共演）
- 「詩集『夕顔』の世界』（2018年、弘前市立郷土文学館、渋谷聡との共演）

### 講演/講義
- 弘前市立郷土文学館「太宰治と温泉とポエジー」（2024年）
- 弘前市立郷土文学館「サトウハチローの詩とその時代」（2023年）
- 弘前市立郷土文学館「追憶と郷愁の詩人・一戸謙三」記念対談（中嶋康博とのトーク　2022年）
- 弘前市立郷土文学館「宮沢賢治の<雪>とわらべ歌」（2022年）
- 弘前市立郷土文学館「山と文学」（根深誠とのトーク　2020年）
- 弘前市立郷土文学館「福士幸次郎について」（2016年）
- 東北女子大学・柴田学園大学において「児童文学」の講義を担当（2012年 - 2022年）

### その他
- 日本詩現代歌文学館振興会評議員
- 北東北子どもの詩大賞選考委員
- 子どものための私設図書館「樹木児童文庫」を運営